# Solandra paraensis
Solandra paraensis är en potatisväxtart som beskrevs av Huber och Adolpho Ducke. Solandra paraensis ingår i släktet Solandra och familjen potatisväxter. Inga underarter finns listade i Catalogue of Life.